# Зебра Крошей
Зебра Крошей (лат. Equus quagga crawshayi) — подвид бурчелловы зебры, обитающих в восточной Замбии (к востоку от реки Луангва), Малави, юго-восточной Танзании и северного Мозамбика (к югу от района Горонгоза). Зебра Крошей имеет очень узкие полосы по сравнению с другими формами вида.